# Choroní
Choroní ist ein Dorf im Bundesstaat Aragua in Venezuela. Bekannt ist es vor allem für seinen Fischerhafen Puerto Colombia und seine Badestrände.

## Geschichte
An der Stelle von Choroní wurde bereits 1616 eine Kirche von Bruder Pedro Buitriago errichtet. Als Kolonialdorf wurde es in 1622 von den Spaniern anerkannt. Zu Beginn war es auf dem Landweg in Ermangelung einer Straße durch den Regenwald nur schwer zu erreichen. Heute bildet dieser Regenwald den Nationalpark Henri Pittier, der nach dem Schweizer Wissenschaftler Henri Pittier benannt wurde.
1875 wurde hier Madre Maria de San José geboren, eine Frau, die sich für die Armen einsetzte und einen Orden in Maracay gründete. Sie wurde 1995 von Johannes Paul II. seliggesprochen.
Die Straße nach Choroní wurde um 1920 gebaut und in den 70er Jahren asphaltiert. Durch die lange Abgeschiedenheit des Ortes sind noch viele Gebäude aus der Kolonialzeit erhalten.

## Wirtschaft
Vor allem im 19. Jahrhundert war Choroní für den dort angebauten qualitativ hochwertigen Kakao bekannt. Auch heute wird hier noch Kakao angebaut, wichtigster Wirtschaftszweig ist aber der Tourismus. Jedes Jahr wird Choroní und vor allem Puerto Colombia von 20.000 bis 30.000 Touristen besucht, die die Gegend wegen der schönen Sandstrände schätzen. Der größte Sandstrand hier ist der Playa Grande.

## Regelmäßige Veranstaltungen
Jedes Jahr am 24. Juni wird der Tag des Juan el Bautista mit einer Prozession und einem bunten Fest gefeiert. Das wichtigste Fest ist aber das Fest für die Stadtheilige Klara von Assisi im August. Jeden Abend treffen sich viele Einwohner Choronís am Malecon, der Promenade in Puerto Colombia.

## Sehenswürdigkeiten
Am Plaza Bolivar in Choroní steht die Iglesia de Santa Clara, eine Kirche, die für das über dem Altar nur auf die Wand aufgemalte Altarretabel und die verzierte Brüstung, berühmt ist.

## Persönlichkeiten
- Mutter Maria de San José (1875–1967), Selige, Ordensgründerin